# Михаил Протич
Михаил Венцеславов Протич е български лекар и професор по медицина, видна фигура в българската ендокринология и нейния клон андрологията.

## Биография
Роден е на 12 септември 1934 г. в София. Завършва 20-о училище „Тодор Минков“ през 1952 г., приет е за студент и в Българската държавна консерватория, и във Висшия медицински институт, София. Избира медицината и завършва с отличие през 1959 г. 
Д-р Протич има две специалности – по вътрешни болести (1966) и по ендокринология (1969), придобити в МА. Специализира в световноизвестния Институт „Пархон“ в Букурещ (1960 г.), в болницата „Кошен“, клиника по ендокринология и диабет в Париж (1975 г.) и в Южния парижки университет, отдел Мъжки стерилитет и изкуствено осеменяване (1984 г.). Научната му работа е в полето на ендокринологията, диабетологията, андрологията и мъжкия стерилитет. 
Работи последователно като ординатор по вътрешни болести в Районната болница на Своге, в Института по морфология и антропология към БАН, в Института по ендокринология към Медицинската академия, където е асистент (от 1965 г.) и главен асистент (1969 – 1974) и в Института по акушерство и гинекология, отдел „Андрология и мъжки стерилитет“, където е главен асистент (1974 – 1985).
През 1985 г. д-р Михаил Протич става доцент в Института по вътрешни болести (Клиника по еднокринология), МА, а през 1996 г. – професор. От 1992 до 2001 г. завежда Клиниката по ендокринология към МБАЛ „Александровска“. Бил е заместник-декан на Медицинския факултет към Медицинския университет в София.
Умира на 11 февруари 2013 г. в София.